# Lp0 on fire
lp0 on fire è un messaggio di output generato da sistemi operativi basati su Linux in risposta ad un particolare tipo di errore della stampante. Tecnicamente il suo significato è "la stampante nella porta 0 va a fuoco"; sebbene il messaggio indichi specificatamente la porta 0 (predefinita nei sistemi basati su Linux e Unix) può riferirsi a qualsiasi stampante collegata al dispositivo. Il messaggio non costituisce un'indicazione affidabile sul fatto che la stampante sia in fiamme o meno.

## Origine
Negli anni '50 si sperimentavano nuove soluzioni di stampa, con l'obiettivo comune di aumentarne la velocità. L'origine dell'errore è probabilmente dovuta ad un evento accaduto nel 1959: a una stampante laser Stromberg-Carlson 5000, installata al Lawrence Livermore National Laboratory, venne modificato il forno di fusione per consentire di stampare una pagina in più al secondo. Durante il processo di stampa, e talvolta anche nello stato di quiescenza, tale componente portava al surriscaldamento della carta ed alla sua combustione dando, a tutti gli effetti, la stampante alle fiamme. Il rischio d'incendio era aggravato dal fatto che la stampante continuasse ad operare, alimentando le fiamme con nuova carta. Non sembra esserci però alcuna prova che il messaggio "lp0 on fire" fosse presente in alcun software dell'epoca.
Sembrerebbe quindi che "lp0 on fire" sia un messaggio di errore per spingere l'utente a controllare immediatamente la stampante non tanto per un pericolo reale, quanto per possibili problemi relativi alla mancata manutenzione dell'apparecchio, che potrebbero in futuro portare a conseguenze gravi. È comunque possibile che sotto determinate condizioni (quali una stampante eccessivamente sporca e componenti macchiati di inchiostro) una stampante possa prendere fuoco.

## Eredità
Con il progredire della tecnologia e l'avvento di nuove soluzioni di stampa il problema dell'attrito della carta durante la stampa è stato notevolmente ridotto. Componentistica interna e fogli di carta sono ormai alloggiati in slot separati, soprattutto grazie alla comparsa delle stampanti a getto di inchiostro e laser. Grazie anche ai nuovi driver, è più semplice risalire all'origine di un qualsiasi errore della stampante, fornendo informazioni dettagliate sull'evento che l'ha generato e permettendo all'utente una più rapida individuazione del problema, rendendo l'errore "lp0 on fire" obsoleto.
Nonostante si tratti di un messaggio di errore legacy, è tuttora presente nel kernel di diversi sistemi operativi Unix-like, in particolare quelli rivolti ad hardware oramai in disuso da anni.

## Curiosità
L'errore è presente nel kernel di Linux sin dalla versione 3.8.
Il messaggio "on fire" è presente in molti componenti, spesso in maniera umoristica. Ad esempio in alcuni kernel CPU il codice relativo al surriscaldamento dei componenti mostrerà a video  "CPU#0: Possible thermal failure (CPU on fire ?)" ovvero "CPU#0: Possibile surriscaldamento (CPU in fiamme?)".
Sebbene sia estremamente difficile che si verifichi la visualizzazione del messaggio "lp0 on fire" ai giorni nostri, a volte errori di driver o hardware non più supportato generano questo messaggio, lasciando nello sconcerto la maggior parte degli utenti.